# Reitano
Reitano település Olaszországban, Szicília régióban, Messina megyében. Lakosainak száma 723 fő (2023. január 1.). Reitano Motta d’Affermo, Santo Stefano di Camastra és Mistretta községekkel határos.

## Népesség
A település lakossága az elmúlt években az alábbi módon változott:
| Lakosok száma | 795  | 779  | 723  |
|               | 2017 | 2018 | 2023 |